# Alec Su
Alec Su You Peng (cinese tradizionale: 蘇有朋; cinese semplificato: 苏有朋; pinyin: Sū Yǒu Péng; Taipei, 11 settembre 1973) è un cantante e attore taiwanese, divenuto famoso come membro del trio canoro The Little Tigers nel 1988, e successivamente come attore nella prima e seconda serie del drama Princess Returning Pearl.

## Carriera
L'inizio della carriera di Alec Su risale al 1988, quando egli aveva 15 anni e fu scelto per partecipare alla boy band The Little Tigers. La popolarità del gruppo raggiunse altissimi livelli a Taiwan, Hong Kong, Cina, Singapore e nelle comunità sinofone nel mondo. La boy band contribuì allo sviluppo del nuovo pop taiwanese nei primi anni novanta.
Alec ha frequentato una delle scuole migliori di Taiwan, la Taipei Municipal Jian Zhong High School, ed ha proseguito gli studi di ingegneria meccanica alla National Taiwan University. Il cantante ha ricordato le sue esperienze scolastiche, la preparazione universitaria ed il districarsi tra la carriera e la scuola in un libro pubblicato nel 1995, intitolatο My Days at Jian Zhong / Youth Never Die.
All'età di 21 anni, un anno prima della laurea, Su decise di trasferirsi in Inghilterra, dove avrebbe continuato gli studi lontano dalle luci dello spettacolo.
Nel 1995, dopo lo scioglimento dei Little Tigers, Alec Su si è dedicato alla carriera di attore, recitando nel ruolo del quinto principe nella prima e seconda serie del drama televisivo cinese Princess Returning Pearl. Nel 2000 ha recitato in un'altra serie televisiva intitolata Romance in the Rain, seguita da Heavenly Sword and Dragon Sabre del 2002, Magic Touch of Fate del 2004, nel quale ha lavorato insieme all'attrice taiwanese Ruby Lin ed alla cantante sudcoreana Kang Ta, e Mischievous Princess del 2005. Nel 2003 ha collaborato con l'attrice sudcoreana Chae Rim in due produzioni, intitolate Love of the Aegean Sea e Warriors of the Yang Clan.
Nel 2006 Alec ha recitato nel remake della serie televisiva degli anni trenta Jiang Ji Jiu Ji, insieme a Li Qian, Cecilia Ye Tong e Paul Chun. Nel 2008 ha lavorato al drama Da Zhen Fan, andato in onda nei primi mesi del 2009.
Tra il 2008 ed il 2009, Su si è concentrato sulla carriera cinematografica, recitando consecutivamente in quattro film, tra i quali l'ultimo è stato la commedia romanica Four Cupids, uscito nelle sale cinematografiche a maggio del 2009. Alec è apparso in Fit Lover, uscito nei cinema a novembre del 2008, ed ha fatto una breve apparizione come ospite nel film breve taiwanese L-O-V-E. Tra le produzioni più recenti ricordiamo Searching for Third Sister Liu, girato nella provincia del Guangxi, The Message, una storia di spionaggio ambientata negli anni quaranta, e The Musician, biografia del compositore di Macao Xian Xinghai. Nel tardo 2009 sono iniziatw le riprese della saga epica co-prodotta dalla Cina e dagli Stati Uniti Empires of the Deep.
Complessivamente, Alec ha pubblicato una trentina di album bestseller, sommando quelli con i Little Tigers e quelli da solista, il cui primo è stato I Only Want You to Love Me del 1992 e l'ultimo Before and After del 2004.

## Filmografia

### Serie televisive
| Anno | Titolo inglese                                | Titolo cinese                                | Ruolo                                        | Note                                          |
| ---- | --------------------------------------------- | -------------------------------------------- | -------------------------------------------- | --------------------------------------------- |
| 1997 | Princess Returning Pearl                      | 还珠格格 - Huan Zhu Ge Ge                    | 永琪 - Yong Qi                               |                                               |
| 1998 | Princess Returning Pearl II                   | 还珠格格II - Huan Zhu Ge Ge II               | 永琪 - Yong Qi                               |                                               |
| 1998 | Old House Has Joy                             | 老房有喜 - Lao Fang You Xi o Cugino Ji Xiang | 苏小鹏 - Su Xiao Peng                        |                                               |
| 1999 | The Handsome Siblings                         | 绝代双骄 - Jue Dai Shuang Jiao               | 花無缺 - Hua Wu Que                          | Versione del 1999                             |
| 2000 | Romance in the Rain                           | 情深深雨蒙蒙 - Qing Shen Shen Yu Meng Meng   | 杜飞 - Du Fei                                |                                               |
| 2001 | Taiji Prodigy                                 | 少年张三丰 - Shao nian Zhang San Feng        | 易天行 - Yi Tian Xing                        |                                               |
| 2001 | A Date with Youth                             | 相约青春 - Xiang Yue Qin Chun                | 敬涛 - Jing Tao                              |                                               |
| 2001 | Secret Murder, Amazing Cases                  | 无敌县令 - Wu Di Xian Ling or Pai An Jin Qi  | 杭铁生 - Han Tie Sheng                       |                                               |
| 2002 | Heavenly Sword and Dragon Saber               | 倚天屠龙记 - Yi Tian Tu Long Ji              | 张无忌 - Zhang Wu Ji e 张翠山 - Zhang Cuisan |                                               |
| 2003 | Love Train                                    | 心动列车 - Xin Dong Lie Che                  | 阿晃 - A Huang                               |                                               |
| 2003 | Love of the Aegean Sea                        | 情定爱琴海 - Qing Ding Ai Qin Hai            | 陆恩祈 - Lu En Qi                            |                                               |
| 2003 | Warriors of the Yang Clan                     | 杨门虎将 - Yang Men Hu Jiang                 | 杨延郎 - Yang Yan Lang (Yang Si Lang)        |                                               |
| 2004 | Magic Touch of Fate                           | 魔术奇缘 - Mo Shu Ji Yuan                    | 吴俊安 - Wu Jun An                           |                                               |
| 2005 | The Mischievous Princess (My Bratty Princess) | 刁蛮公主 - Diao Man Gong Zhu                 | 朱允 - Zhu Yun                               |                                               |
| 2006 | Entrapment                                    | 将计就计 - Jiang Ji Jiu Ji                   | 庄若龙 - Zhuang Ruo Long                     |                                               |
| 2009 | Passion                                       | 熱愛 - Re Ai                                 | 苏明涛 - Su Ming Tao                         | precedentemente chiamato 大镇反 - Da Zhen Fan |

### Film
| Anno | Titolo inglese                 | Titolo cinese                                                         | Ruolo                          | Note                                                                    |
| ---- | ------------------------------ | --------------------------------------------------------------------- | ------------------------------ | ----------------------------------------------------------------------- |
| 1990 | Wandering Heroes               | 游侠儿 - You Xia Er                                                   | Xiao Guai                      |                                                                         |
| 1995 | Forever Friends                | 四个不平凡的少年 - Si Ge Bu Ping Fan De Shao Nian                     | Luo Zhi Jian                   |                                                                         |
| 1996 | Flirting Expert                | 泡妞专家 - Pao Niu Zhuan Jia                                          | Xiao Pei                       |                                                                         |
| 1996 | Pale Sun                       | 情色 - Qing Se                                                        | Lao Wu                         |                                                                         |
| 1998 | Red Bride                      | 红娘 - Hong Niang                                                     | Zhang Jun Rui                  |                                                                         |
| 1999 | Winner Takes All               | 大赢家 - Da Ying Jia                                                  | Shi Sheng Zi                   |                                                                         |
| 1999 | Cotton Fleece                  | 白棉花 - Bai Mian Hua                                                 | Ma Cheng Gong                  |                                                                         |
| 2000 | Devoted to You                 | 初恋的故事 - Chu Lian De Gu Shi                                       | Yu Hai                         |                                                                         |
| 2002 | Reunion                        | 手足情深 - Shou Zu Qing Shen                                          | Ka Chung                       |                                                                         |
| 2003 | Grandpa's Home                 | 爷爷的家 - Ye Ye De Jia                                               | Xin Qiang Gong An              |                                                                         |
| 2005 | Taklamakan                     | 塔克拉玛干 - TaKeLaMaGan                                              | Poliziotto                     |                                                                         |
| 2008 | Fit Lover                      | 爱情呼叫转移Ⅱ:爱情左右 - Ai Qing Hu Jiao Zhuan Yi II: Ai Qing Zuo You | Guo Ying (郭影)                |                                                                         |
| 2009 | Four Cupids                    | 四个丘比特 - Si Ge Qiu Bi Te                                          |                                |                                                                         |
| 2009 | L-O-V-E                        | 爱到底 - Ai Dao Di                                                    |                                | Ospite                                                                  |
| 2009 | Searching for Third Sister Liu | 寻找刘三姐 - Xun Zhao Liu San Jie                                     | Wei Wende (韦文德)             |                                                                         |
| 2009 | The Message                    | 风声 - Feng Sheng                                                     | Bai Xiaonian (白小年)          | conosciuto anche come Sound of the Wind                                 |
| 2009 | The Musician                   | 少年星海 - Shao Nian Xinghai                                          | Xiao Youmei (萧友梅)           |                                                                         |
| 009  | Empires of the Deep            | 人鱼帝国 - Ren Yu Di Guo                                              | Soldato del Regno delle Sirene | Produzione cinese-statunitense, precedentemente chiamata Mermaid Island |

## Discografia

### Album
| Anno di pubblicazione | Titolo cinese    | Titolo inglese                    |
| --------------------- | ---------------- | --------------------------------- |
| 1992                  | 我只要你愛我     | I Only Want You to Love Me        |
| 1993                  | 等到那一天       | Wait Until That Day               |
| 1994                  | 背包             | Cherished Backpack                |
| 1994                  | 傷口             | Wound                             |
| 1994                  | 這般發生         | Happens This Way                  |
| 1994                  | 擦肩而過         | Brushing Past                     |
| 1995                  | 愛上你的一切事情 | In Love with Everything about You |
| 1995                  | 走               | Go                                |
| 1995                  | 風聲雨聲聽蘇聲   | Wind Sound Rain Sound Su Sound    |
| 2000                  | 你快不快樂       | Are You Happy or Not              |
| 2000                  | 了解             | Understanding                     |
| 2001                  | 不只深情         | Not Only Deep Love                |
| 2001                  | 102%愛情         | 102% Love                         |
| 2002                  | 玩真的           | Playing for Real / Earnest        |
| 2002                  | 最愛1992-2002    | Best Love 1992-2002               |
| 2004                  | 以前以後         | Before and After                  |

### Colonne sonore
- 2004: Love Of The Aegean Sea Original Soundtrack

## Libri
- 1995 (ripubblicato nel 2003): 青春的場所 (My Days at Jian Zhong / Youth Never Die)